# Aulacodes snelleni
Aulacodes snelleni là một loài bướm đêm trong họ Crambidae.